# Sucesos de Vitoria
Los sucesos de Vitoria, también conocidos como matanza del 3 de marzo, tuvieron lugar el 3 de marzo de 1976 en Vitoria, capital de la provincia vasca de Álava en España, pocos meses después de la muerte del dictador Francisco Franco, en plena transición española. 
Los hechos sucedieron a las 17:10 del 3 de marzo de 1976, cuando efectivos de la Compañía de Reserva de Miranda de Ebro y de la guarnición de Vitoria de la Policía Armada desalojaron de la iglesia de San Francisco de Asís del barrio de Zaramaga, populoso barrio obrero situado al norte de la ciudad, a 4.000 trabajadores en huelga reunidos en asamblea. La policía lanzó gases lacrimógenos al interior de la iglesia y disparó con fuego real y pelotas de goma a las personas que salían del recinto. Murieron cinco personas y fueron heridas más de ciento cincuenta. Los fallecidos fueron:
- Pedro María Martínez Ocio de 27 años de edad, trabajador de Forjas Alavesas, falleció en el mismo lugar de los hechos.[7]
- Francisco Aznar Clemente de 17 años de edad, estudiante y operario de panadería, falleció en el mismo lugar de los hechos.[8]
- Romualdo Barroso Chaparro de 19, gravemente herido murió poco después.[9]
- José Castillo García de 32 años, trabajador de Basa, una sociedad del Grupo Arregui, falleció posteriormente.[10]
- Bienvenido Pereda Moral de 30 años, trabajador de grupos Diferenciales, falleció posteriormente.[11]

Posteriormente, durante los actos de protesta que se organizaron en diferentes localidades, murieron otras dos personas víctimas de la represión contra las manifestaciones solidarias que denunciaban la masacre de Vitoria: en Tarragona, el joven Juan Gabriel Rodrigo Knafo y en la localidad vizcaína de Basauri, Vicente Antón Ferrero.
Fue una de las mayores matanzas que se produjeron en la llamada transición española. Los hechos no fueron investigados ni enjuiciados. El relevo al frente del gobierno de España que el rey Juan Carlos I realizó en julio de ese año, cambiando a Carlos Arias Navarro por Adolfo Suárez, pudo ser una consecuencia de este episodio.

## Historia

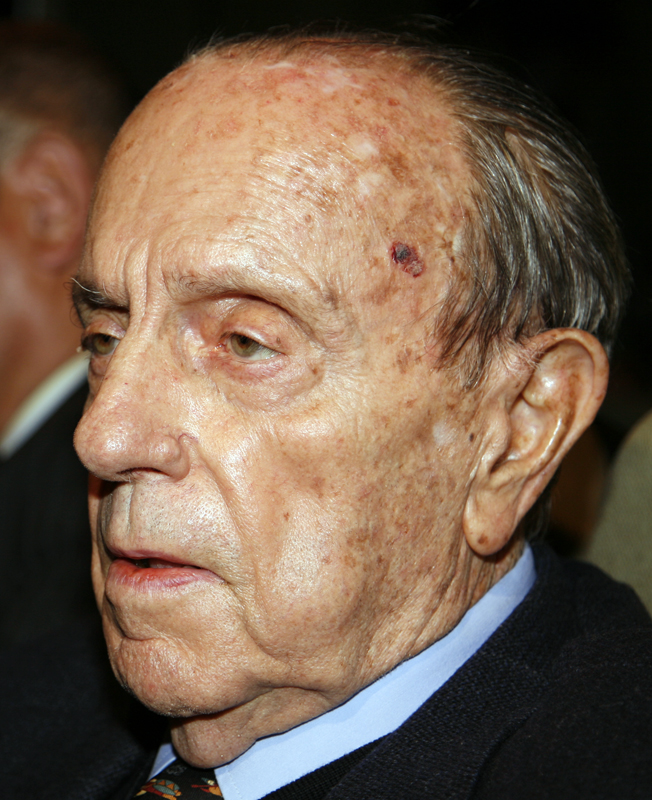
Manuel Fraga Iribarne, en una imagen de 2007. Era el ministro responsable de las fuerzas del orden durante los sucesos de Vitoria de 1976. Fraga se encontraba en Alemania cuando tuvo lugar la masacre y le sustituía en sus funciones el Ministro Secretario General del Movimiento Adolfo Suárez González.

Durante el mes de enero de 1976, unos seis mil trabajadores iniciaron una huelga en contra del decreto de topes salariales y en defensa de mejores condiciones de trabajo. Dos meses después convocaron por tercera vez una huelga general que fue masivamente seguida el día 3 de marzo. Desde la madrugada la tensión eran muy grande. El coche del jefe de personal de Forjas Alavesas y a 20 camiones de la empresa habían aparecido con las ruedas pinchadas. Al empezar el día actuaron numerosos piquetes que de forma expeditiva, paralizaron prácticamente la ciudad. Sobre las 10 de la mañana se produjeron en la plaza de la Virgen Blanca y calles de los alrededores los primeros enfrentamientos entre huelguistas y policía. En las calles Calvo Sotelo y monseñor Estenaga hubo rotura de lunas y puertas de bares. Hacia la una del mediodía la virulencia de los enfrentamientos fue grande.
Sobre las cinco de la tarde la Policía Armada rodeó la iglesia de San Francisco de Asís en Vitoria, en la que se estaba realizando una asamblea de trabajadores y, haciendo caso omiso de la solicitud del párroco que invocó lo dispuesto en el concordato, conminó al desalojo. Apenas unos segundos después dispararon gases lacrimógenos en un recinto cerrado y abarrotado de gente creando indignación y sobre todo pánico. Los que salieron por delante medio asfixiados y con pañuelos en la boca fueron apaleados por los flancos y a los del frente les dispararon pelotas de goma y fuego real. 
La policía resolvió la situación que habían creado con el uso de fuego real, resultando muertos Pedro María Martínez Ocio, trabajador de Forjas Alavesas, de 27 años; Francisco Aznar Clemente, operario de panaderías y estudiante, de 17 años; Romualdo Barroso Chaparro, de Agrator, de 19 años; José Castillo, de Basa, una sociedad del Grupo Arregui, de 32 años. Dos meses después falleció Bienvenido Pereda, trabajador de grupos Diferenciales, con 30 años. En total, dos obreros muertos en el lugar de los hechos y sesenta heridos graves o muy graves, de los que cuarenta y tres presentaban herida de bala, tres de los cuales murieron.
A partir de ese momento se desarrollaron violentos enfrentamientos y la Policía perdió prácticamente el control de la ciudad hasta las nueve de la noche, cuando ya habían llegado refuerzos. El último herido de extrema gravedad fue el inspector de policía Antonio Losada al que, cuando se encontraba en la puerta de la Comisaría, arrojaron un cóctel molotov que le provocó quemaduras en todo el cuerpo.
Aquel jueves el Secretario General del SPD de Alemania, Willy Brandt, canceló la entrevista con Fraga que participaba en una campaña diplomática para vender internacionalmente una reforma avalada por la monarquía. El sábado, Manuel Fraga Iribarne, entonces Ministro de la Gobernación, junto con Rodolfo Martín Villa, Ministro de Relaciones Sindicales, y el general Campano, director de la Guardia Civil, intentaron, visitando a los heridos, reducir el impacto de su decisión.
Todavía prohibidos los derechos de reunión, manifestación y de huelga, los sindicatos, ilegales también, convocaron huelgas en toda España. Tuvieron especial importancia en Vitoria, en el cinturón industrial madrileño y en el País Vasco. El 8 de marzo tuvo lugar una huelga general en todo el País Vasco, durante la cual se produjeron nuevos choques en el curso de los cuales, hubo otro muerto: Vicente Antonio Ferrero, en Basauri. Posteriormente, los altercados se multiplicaron y las huelgas generales de protesta se sucedieron durante varios meses.

## Consecuencias

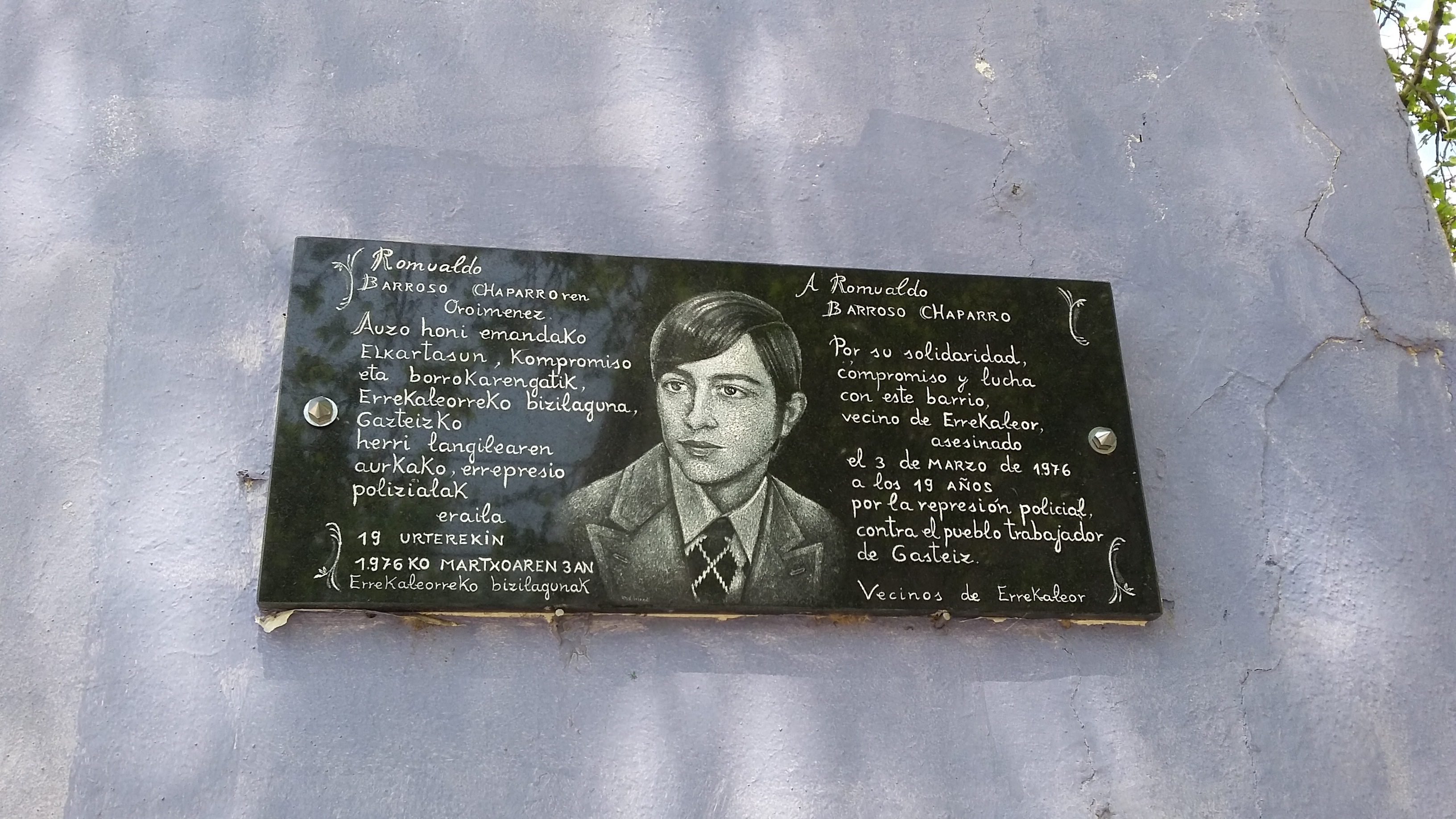
Placa homenaje a Romualdo Barroso en Errekaleor, barrio donde residía.

Estos incidentes aceleraron la acción de la oposición democrática, y su unidad de acción. La Junta Democrática y la Plataforma de Convergencia Democrática se fusionan en la Coordinación Democrática o Platajunta el 26 de marzo. Esta nueva junta ejerce mayor presión política sobre el gobierno, exigiendo amnistía, libertad sindical, democracia y rechaza las leyes reformistas.
En 2008, una comisión del Parlamento Vasco consideró responsables políticos de los sucesos a los "titulares de los ministerios actuantes en este conflicto": Manuel Fraga Iribarne, ministro de Gobernación (en Alemania durante los sucesos, correspondiéndole ser "ministro de jornada", encargado de cubrir ausencias de otros y de asumir responsabilidades a Adolfo Suárez), Rodolfo Martín Villa, ministro de Relaciones Sindicales, y Alfonso Osorio, ministro de Presidencia.

### Querella argentina
Interpol solicitó en 2014 la detención preventiva con fines de extradición de varios implicados en la matanza.
En el caso de Rodolfo Martín Villa, la jueza argentina María Servini de Cubría considera que es “responsable de la represión”  y que “los hechos de los que resulta responsable” son sancionables con las “penas de reclusión o prisión perpetua”, en referencia al delito de homicidio con el agravante de haber sido cometido con el concurso premeditado de dos o más personas.
Para Servini, los delitos de Martin Villa y del resto de los imputados constituyen crímenes de lesa humanidad y sus responsables están sujetos a persecución a través del principio de jurisdicción universal.
La jueza imputa también responsabilidades a Alfonso Osorio, ministro de Presidencia que “junto a Adolfo Suárez y Martín Villa decidió que el operativo fuese dirigido por un mando único para que coordinase y mandase a todas las fuerzas por orden público”. Servini también pide la detención y extradición de Jesús Quintana, capitán de la Policía Armada al mando de las fuerzas que asaltaron el templo.

## Reparación y reconocimiento de las víctimas
Tras la investidura a la presidencia del gobierno de José Luis Rodríguez Zapatero, el grupo del Partido Nacionalista Vasco formuló el 19 de mayo de 2004 una pregunta al Senado en la que se interesaba por el esclarecimiento de los hechos de Vitoria.El 16 de junio de 2011, Partido Nacionalista Vasco, Aralar, Eusko Alkartasuna y Ezker Batua presentaron una propuesta en el Parlamento Vasco para incluir a las víctimas de los sucesos de Vitoria en la Ley de reconocimiento de las víctimas del terrorismo, que tramitaba el Congreso de los Diputados. Aunque apoyaron la necesidad de reparación, Partido Socialista de Euskadi, Partido Popular y UPyD rechazaron considerarlos "víctimas del terrorismo". El PSE consideró que estos hechos debían ser incluidos en la ponencia sobre víctimas de motivación política que comenzaría poco después en el Parlamento Vasco.
Por primera vez, el 3 de marzo de 2012, el Gobierno Vasco homenajeó a las víctimas de la violencia policial de 1976. La portavoz de Gobierno Vasco y consejera de Justicia, Idoia Mendia participó en una ofrenda floral acompañada de los secretarios generales de UGT y CC.OO.

## Texto de la grabación policial

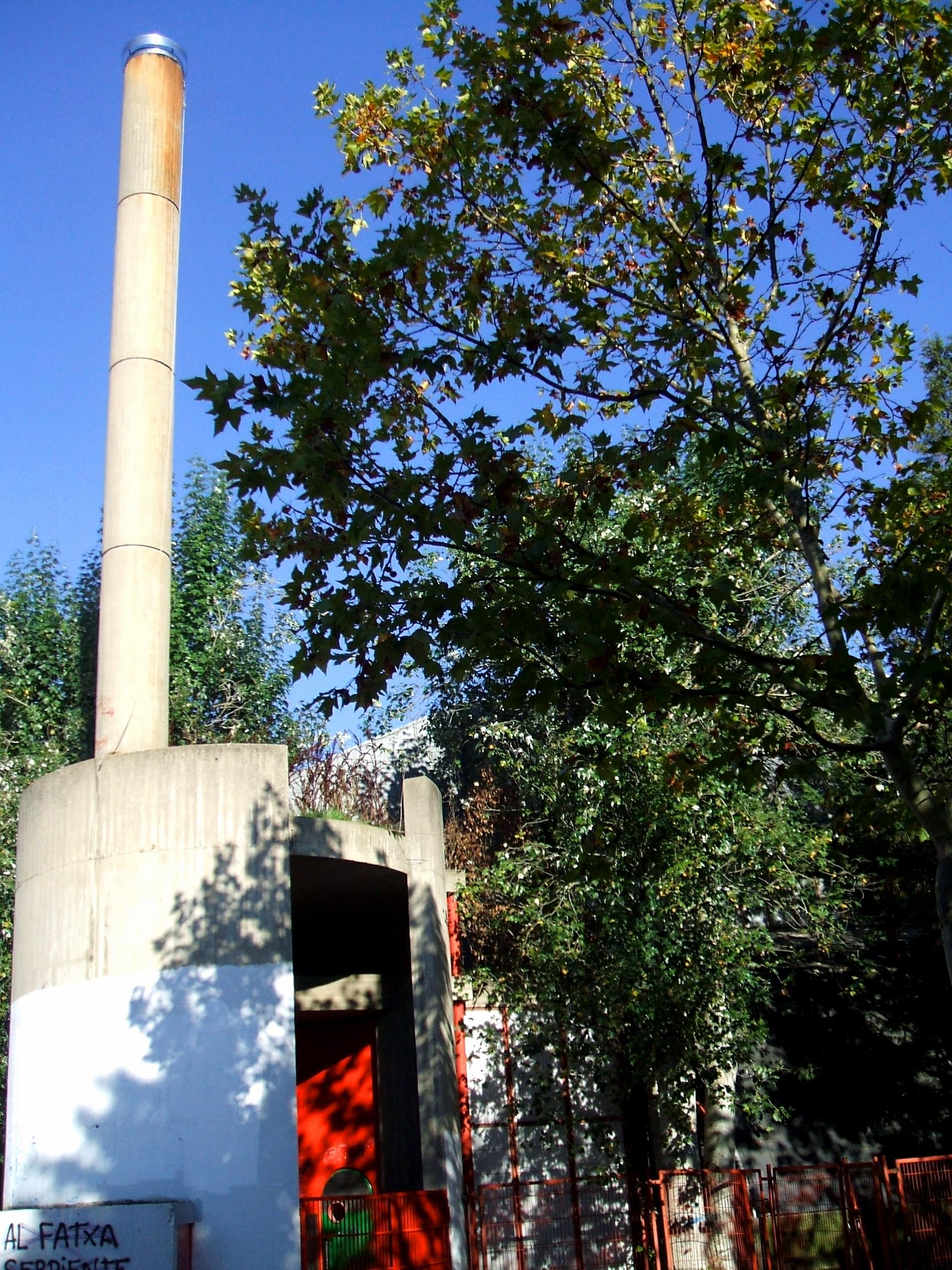
Entrada a la parroquia de San Francisco de Asís.

Esta es la transcripción de parte de las conversaciones entre las patrullas responsables de la carga en la iglesia, según las grabaciones existentes de la Banda de Radio de la Policía:
«V-1 a Charlie. Cerca de la iglesia de San Francisco es donde más grupos se ven. Bien, enterados».
«Charlie a J-1. Al parecer en la iglesia de San Francisco es donde más gente hay. ¿Qué hacemos? Si hay gente ¡a por ellos! ¡Vamos a por ellos!»
«J-1 a Charlie. Charlie, a ver si necesitas ahí a J-2. Envíalo para aquí para que cubra la espalda de la iglesia.»
«J-3 a J-1 Estamos en la iglesia. ¿Entramos o qué hacemos? Cambio».
«...Entonces lo que te interesa es que los cojan por detrás. Exacto».
«J-1 a J-2 Haga lo que le había dicho (acudir en ayuda de Charlie a Zaramaga). Si me marcho de aquí, se me van a escapar de la iglesia. Charlie a J-1. Oye, no interesa que se vayan de ahí, porque se nos escapan de la iglesia... Mándennos refuerzos, si no, no hacemos nada; si no, nos marchamos de aquí; si no, vamos a tener que emplear las armas de fuego. Vamos a ver, ya envío para allí un Charlie. Entonces el Charlie que está, J-2 y J-3, desalojen la iglesia como sea. Cambio. No podemos desalojar, porque entonces, entonces ¡Está repleta de tíos! Repleta de tíos. Entonces por las afueras tenemos Rodeados de personal ¡Vamos a tener que emplear las armas! Cambio. Gasead la iglesia. Cambio. Interesa que vengan los Charlies, porque estamos rodeados de gente y al salir de la iglesia aquí va a ser un pataleo. Vamos a utilizar las armas seguro, además ¿eh? Charlie a J-1. ¿Ha llegado ya la orden de desalojo a la iglesia? Sí, sí la tiene J-3 y ya han procedido a desalojar porque tú no estabas allí. Muy bien, enterado. Y lástima que no estaba yo allí».
«Intento comunicar, pero nadie contesta. Deben estar en la iglesia peleándose como leones. ¡J-3 para J-1! ¡J-3 para J-1! Manden fuerza para aquí. Ya hemos disparado más de dos mil tiros. ¿Cómo está por ahí el asunto? Te puedes figurar, después de tirar más de mil tiros y romper la iglesia de San Francisco. Te puedes imaginar cómo está la calle y cómo está todo. ¡Muchas gracias, eh! ¡Buen servicio! Dile a Salinas, que hemos contribuido a la paliza más grande de la historia. Aquí ha habido una masacre. Cambio. De acuerdo, de acuerdo. Pero de verdad una masacre».

## Homenajes
- El cantautor catalán Lluís Llach escribió al día siguiente la canción Campanades a morts en homenaje a las víctimas. Canción que volvería a interpretar para conmemorar el 30 aniversario, en un emotivo concierto en el pabellón Fernando Buesa Arena de Vitoria.
- El grupo vasco de ska Betagarri dedicó una canción a esos hechos en su disco Hamaika Gara, titulada 1976 martxoak 3.
- El grupo de Oi! vitoriano Mossin Nagant escribió una canción al respecto.
- La banda de punk Hachazo hace referencia a este suceso en uno de sus temas.
- El grupo vasco Zarama compuso en 1983 el tema Gasteizko gaua ("Noche de Vitoria") en referencia a esos sucesos.
- El grupo Soziedad Alkoholika en 2017 dedicó una canción en su disco Sistema Antisocial, titulada No Olvidamos, 3 de Marzo
- En 2019, se estrenó la película Vitoria, 3 de marzo, centrada en esos sucesos.

## Galería de memoriales

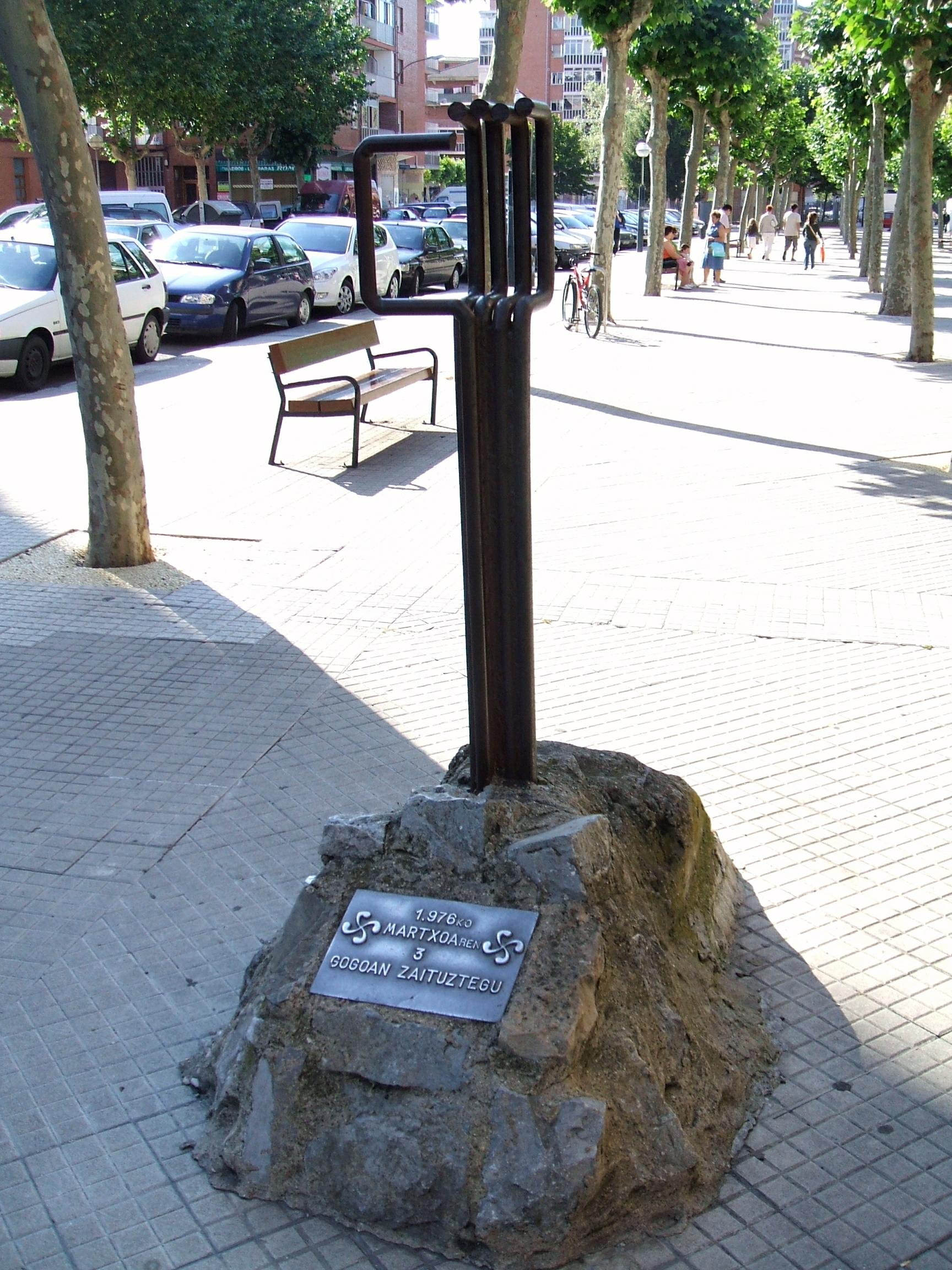
Monumento a las víctimas del 3 de marzo en la calle Vicente Manterola, frente a la parroquia de San Francisco de Asís
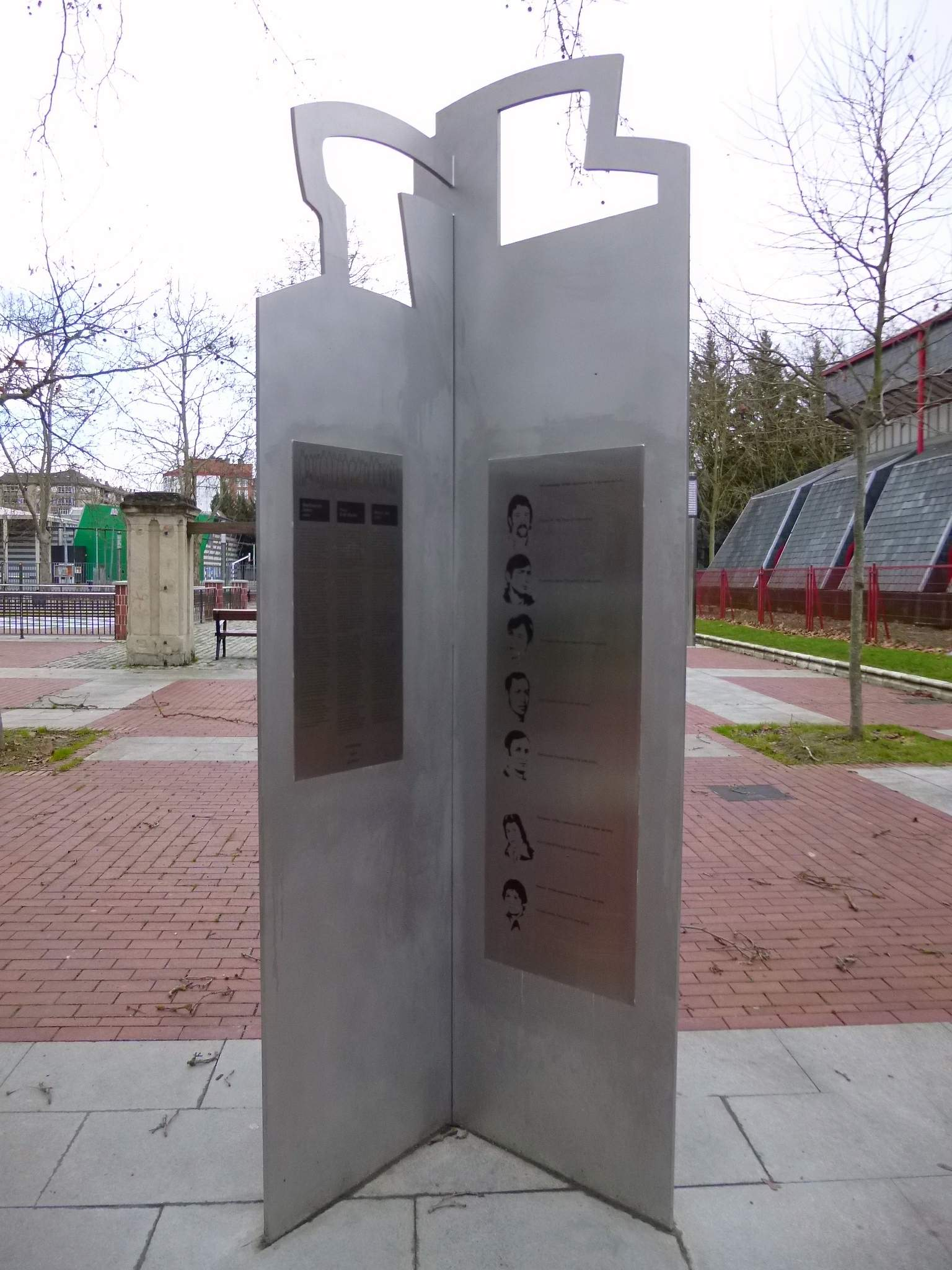
Memorial erigido en la Plaza Tres de Marzo, frente a la parroquia de San Francisco de Asís
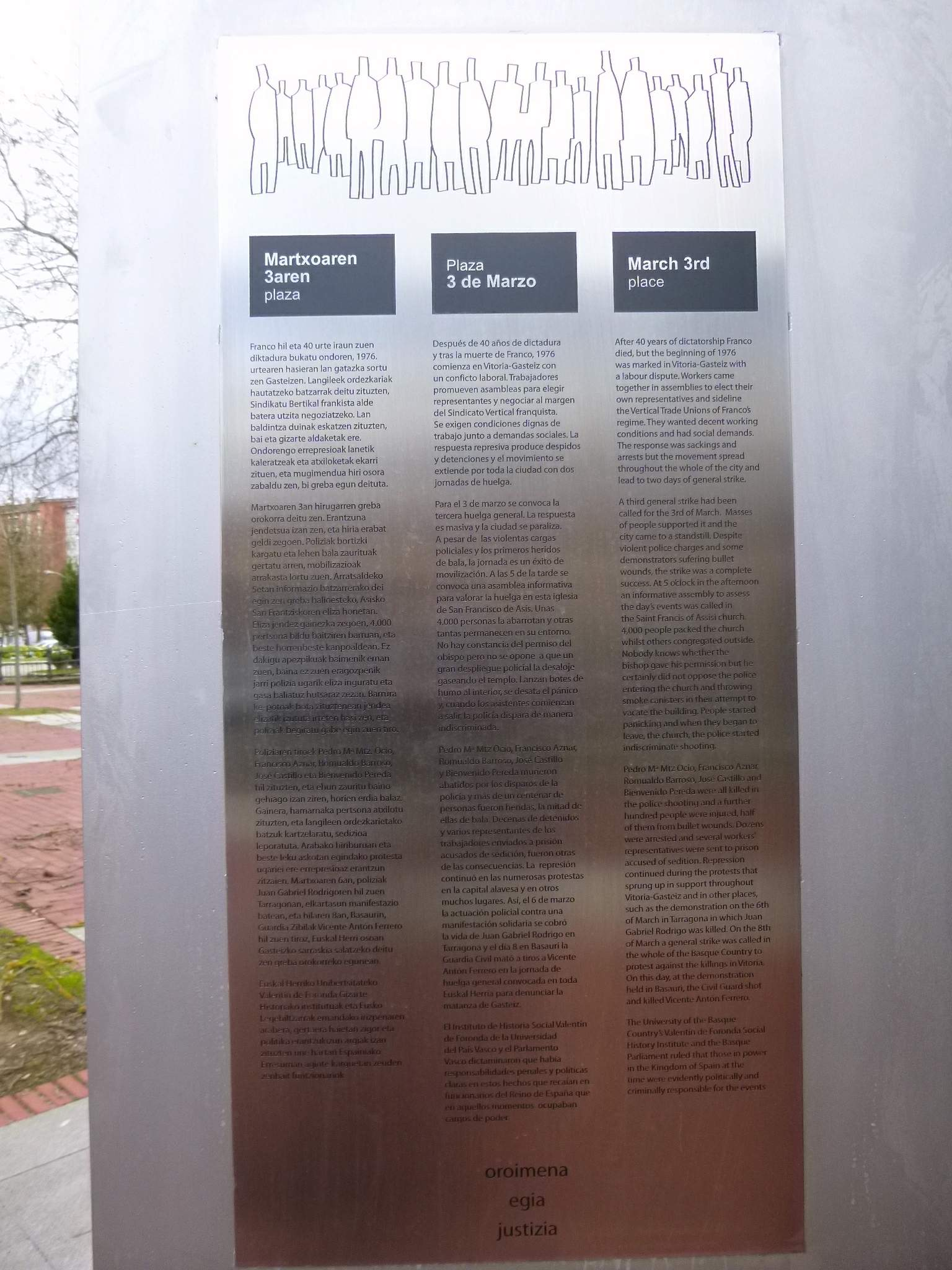
Memorial erigido en la Plaza Tres de Marzo, frente a la parroquia de San Francisco de Asís
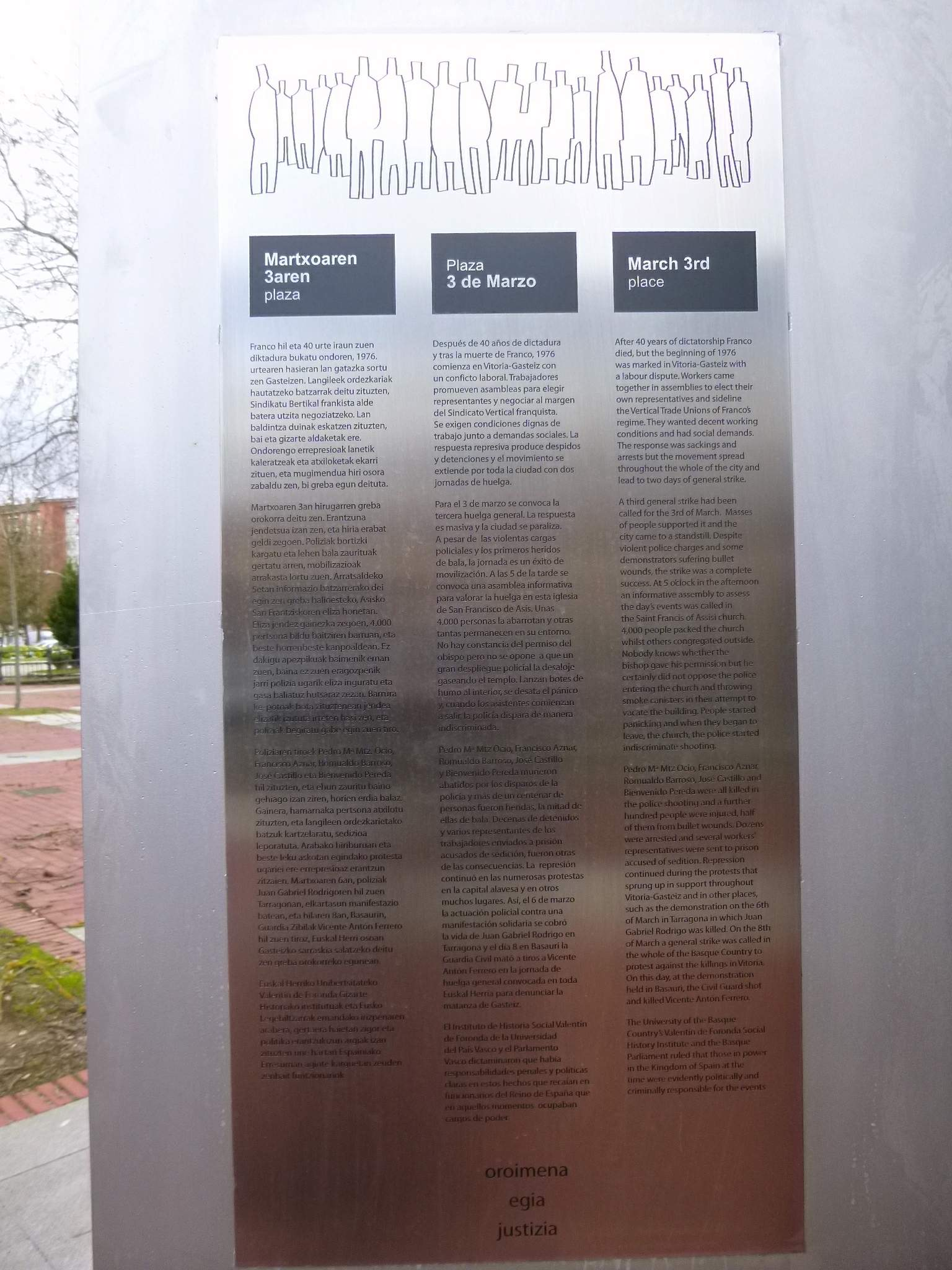
Memorial erigido en la Plaza Tres de Marzo, frente a la parroquia de San Francisco de Asís
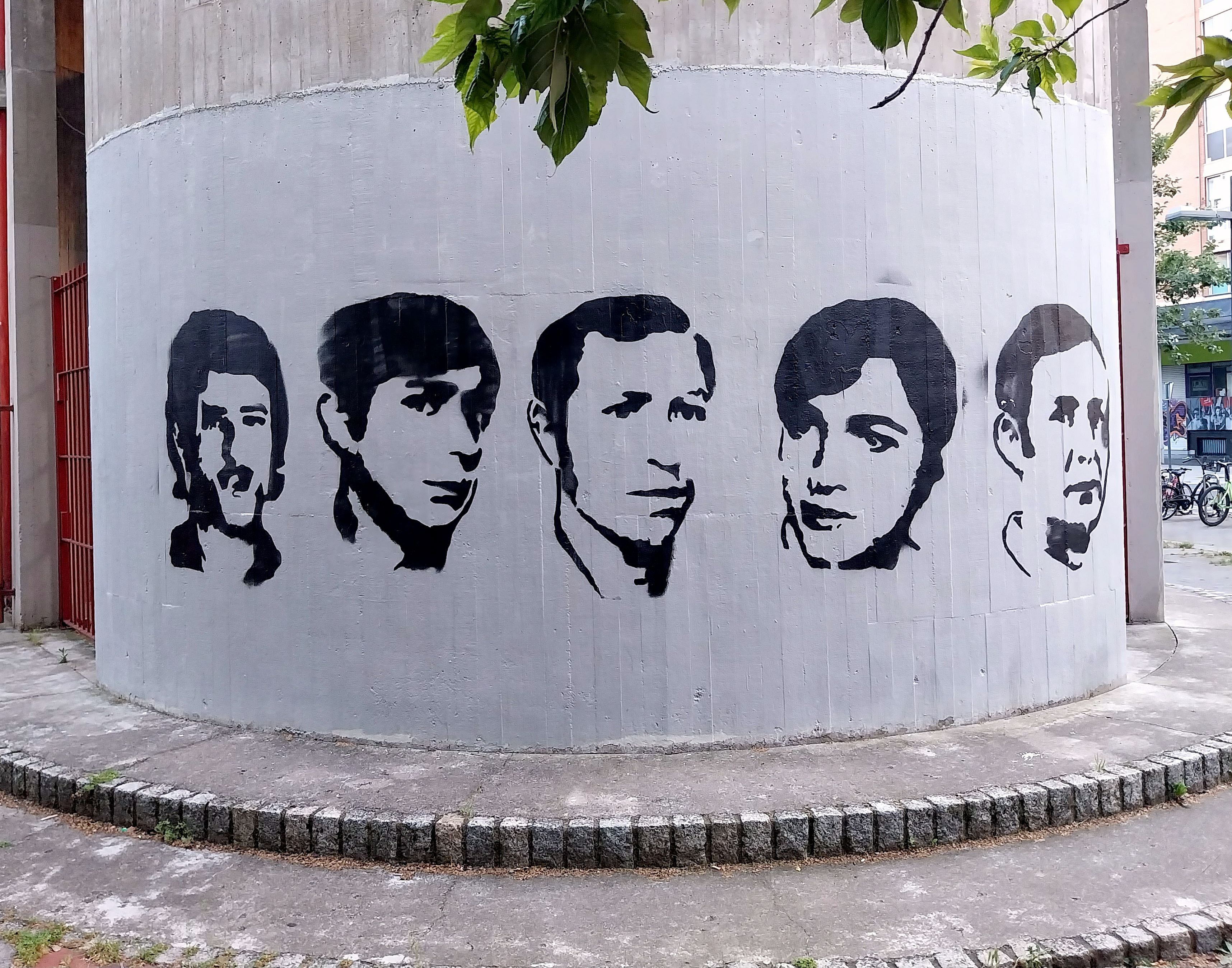
Graffiti de las víctimas en la entrada de la antigua parroquia de San Francisco de Asís
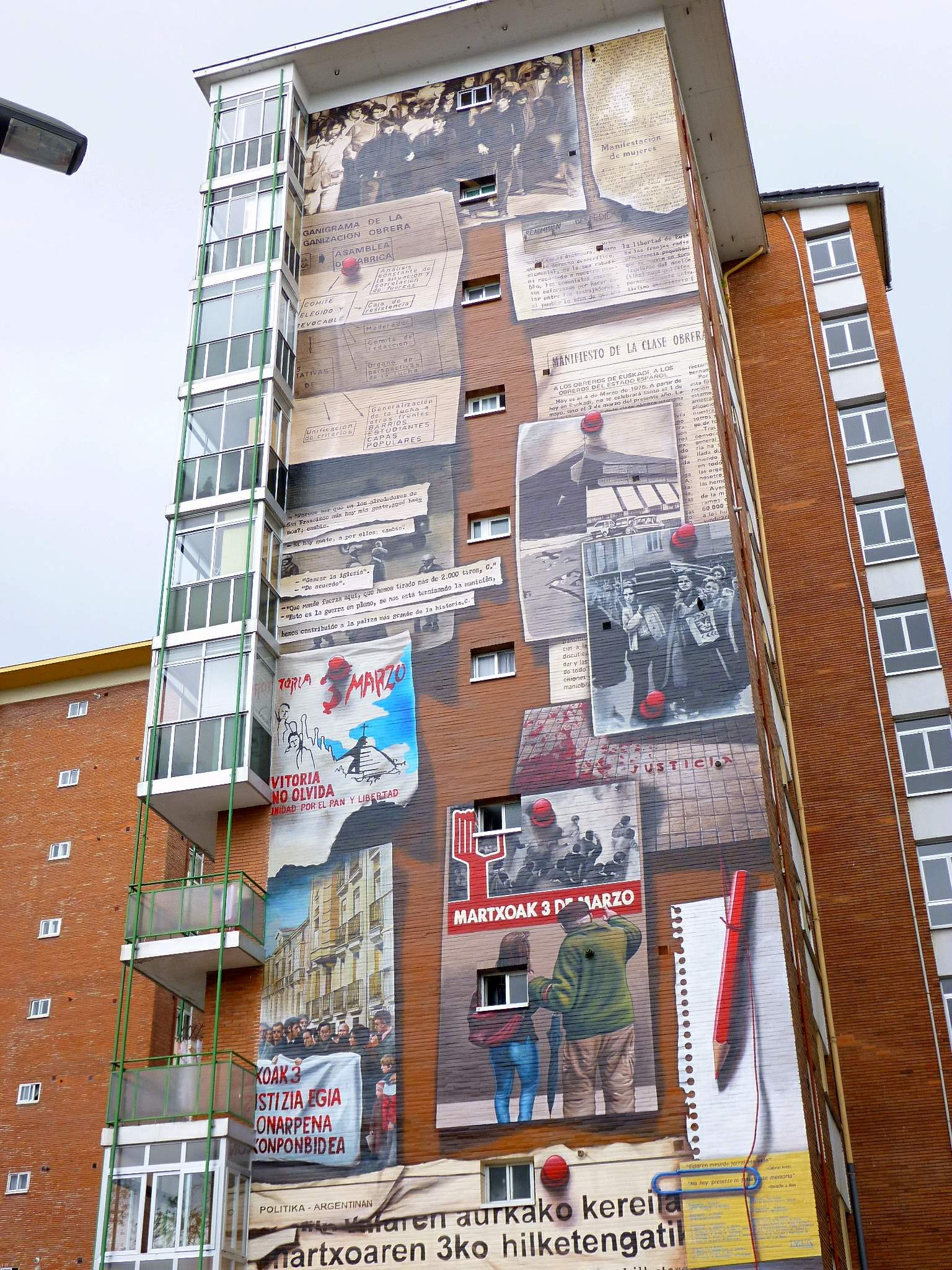
Mural alusivo a los Sucesos de Vitoria en un edificio de viviendas aledaño a la Plaza Tres de Marzo